# Étienne Moulinié
Étienne Moulinié est un compositeur français de la période baroque né le 10 octobre 1599 à Lauran (devenu Laure-Minervois), à proximité de Carcassonne, et mort entre février et novembre 1676. 
Figure importante de la musique baroque française d'avant Jean-Baptiste Lully, contemporain de compositeurs comme Pierre Guédron, Antoine Boësset, Guillaume Bouzignac, Henry Du Mont ou bien encore Pierre Robert, il s'est essentiellement consacré à la musique profane dans les formes de son temps : airs de cour, airs à boire et airs de ballet.

## Biographie

### Jeunesse et formation

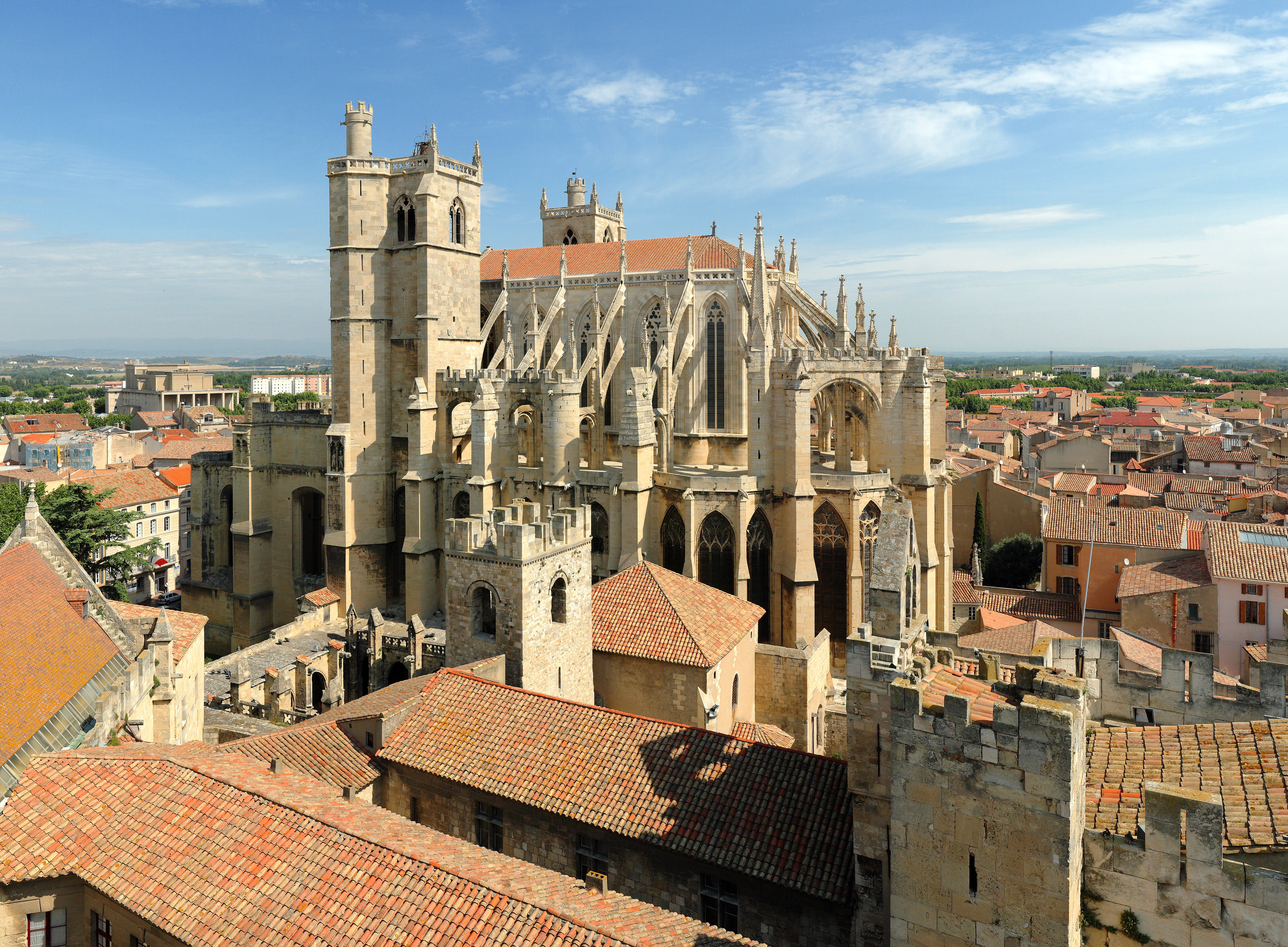
Cathédrale Saint-Just-et-Saint-Pasteur de Narbonne.

Étienne Moulinié est le fils cadet d'une famille de cinq enfants dont le père, Jacques Molinier, artisan cordonnier du Languedoc, avait prospéré par l'acquisition de terres et de troupeaux. Soucieux d'assurer une situation honorable à son cadet, il parvient à le faire entrer, vers l'âge de six ans et avec son frère aîné Antoine, dans la maîtrise de la cathédrale de Narbonne (alors l'une des plus importantes du Midi de la France).
L'objectif premier de ces chœurs de garçons était d'assurer la partie aiguë dans le chœur, attaché à l'église et composé d'adultes professionnels (tous des hommes). Pour Étienne Moulinié comme pour les autres enfants du chœur (appelés les « enfants de chœur »), ce recrutement est le début d'une formation de dix à douze ans (jusqu'à l'âge de 18 à 20 ans) pendant laquelle ils étudient, de manière approfondie, le chant, la solmisation, le solfège aussi bien que la pratique d'instruments et la composition musicale. Là comme dans les autres écoles maîtrisiennes du royaume (et d'Europe occidentale), Moulinié étudia aussi la lecture et l'écriture, l'arithmétique et les humanités (y compris le latin, langue de l'Église et des textes chantés). Les jeunes chantres recevaient naturellement une formation religieuse.

### Débuts de carrière
À l'âge de 21 ans, Antoine Moulinier (1595-1655) est appelé à se joindre à la suite de l'évêque de Carcassonne, Christophe de Lestang, qui part en mission à Paris. Moins d'un an plus tard, il devient l'un des sept chantres de la musique de la Chambre du roi Louis XIII. Ses dons de chanteur et de danseur, tout autant que son enthousiasme et sa joie de vivre lui permettent de jouir bientôt d'une certaine célébrité à la cour, et de partager l'intimité du souverain en qualité de valet de chambre. Cette situation confortable lui permet, vers 1621, d'introduire rapidement son frère Étienne dans le milieu de la cour. Aussi, six ans plus tard, Étienne Moulinié est nommé à la charge importante de maître de la musique de Monsieur, Gaston d'Orléans, frère du roi.
Dans les années 1630 Jacques Molinier déménage à Paris et obtient, grâce aux relations de ses fils, une charge de tailleur et de valet de chambre de Gaston d'Orléans. Le 18 août 1655, Antoine Moulinier, probablement éméché, meurt en tombant par la trappe de sa cave. Cet événement fut certainement marquant pour Étienne, très proche de son frère, qui dans les années suivantes fera régulièrement chanter des messes à sa mémoire. L'inventaire des biens réalisé après le décès d'Antoine est révélateur de la réussite des deux frères.

### À la cour de Gaston d'Orléans

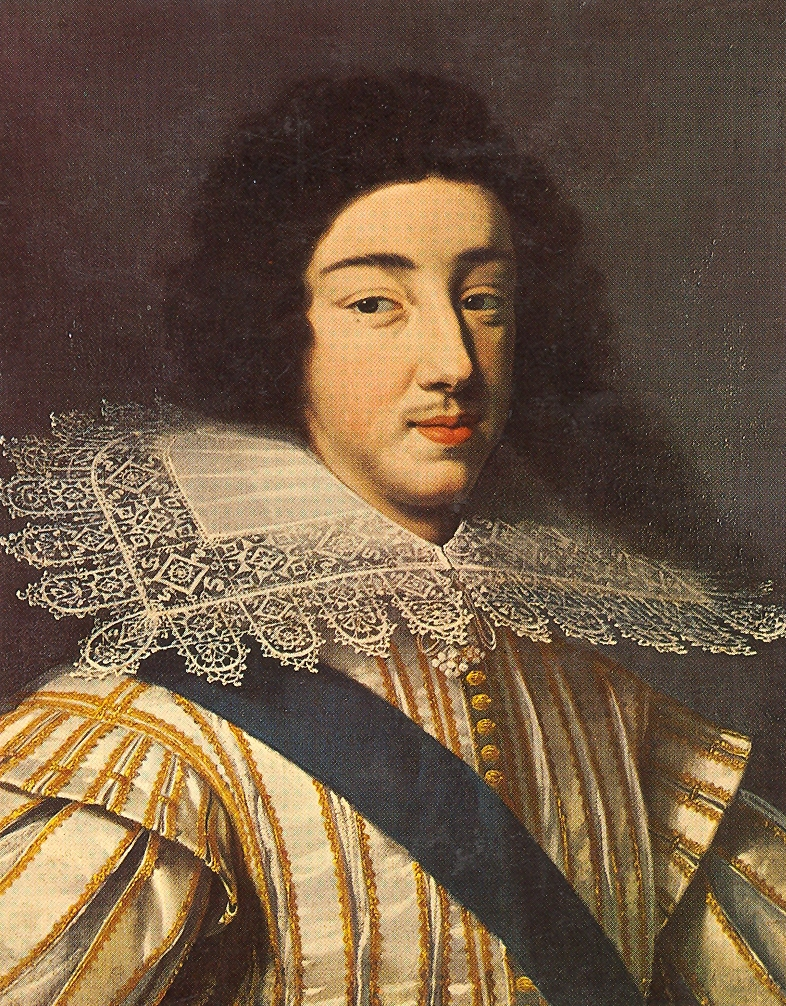
Gaston d'Orléans, frère du roi Louis XIII.

Étienne Moulinié fréquente les personnages qui servent à la cour et les grands maîtres de musique de l'époque : Antoine Boësset, Eustache Du Caurroy, Pierre Guédron, mais aussi le jeune Jean-Baptiste Lully. Certains rapprochements peuvent également faire penser qu'Étienne Moulinié a collaboré avec la troupe de Molière. À la cour, il participe à de nombreux concerts et ballets, et prend en charge l'éducation musicale des pages de la Chapelle du roi (les garçons chantant dans le chœur). Malgré les troubles de la Fronde, la vie artistique parisienne est foisonnante ; elle lui donne l’occasion d’écrire et de faire publier quelque deux cents airs de cour.
Jouisseur autant que conspirateur invétéré, Gaston d'Orléans est régulièrement amené à s'éloigner de Paris. Étienne ne l'accompagne pas toujours dans ses exils, volontaires ou forcés, mais sait mettre à profit la liberté que lui confère l'éloignement de son maître. Il fait ainsi publier, de 1624 à 1637, pas moins de sept volumes d'airs de cour, qui rencontreront un succès réel. La publication d'un tel nombre de recueils par un même compositeur est exceptionnelle pour l'époque, et traduit bien la popularité dont il pouvait alors jouir. Sa renommée dépasse alors les cercles de la cour. À la mort de son maître, il organise et dirige la partie musicale du service funèbre. Il en est de même un an plus tard, pour l'anniversaire du décès (le "bout-de-l'an"), cérémonie à propos de laquelle le poète Jean Loret écrira :  
Le renommé sieur Moulinié,
Assisté de maint chantre habile
Tant du Louvre que de la ville
Firent, avec leurs rares chants,
Des concerts si beaux, si touchants
Qu'on ouït jamais rien de tel.
Il semble que Moulinié soit resté au service de la maison d'Orléans jusqu'en 1663, soit trois années après la mort de son maître.

### Retour en Languedoc

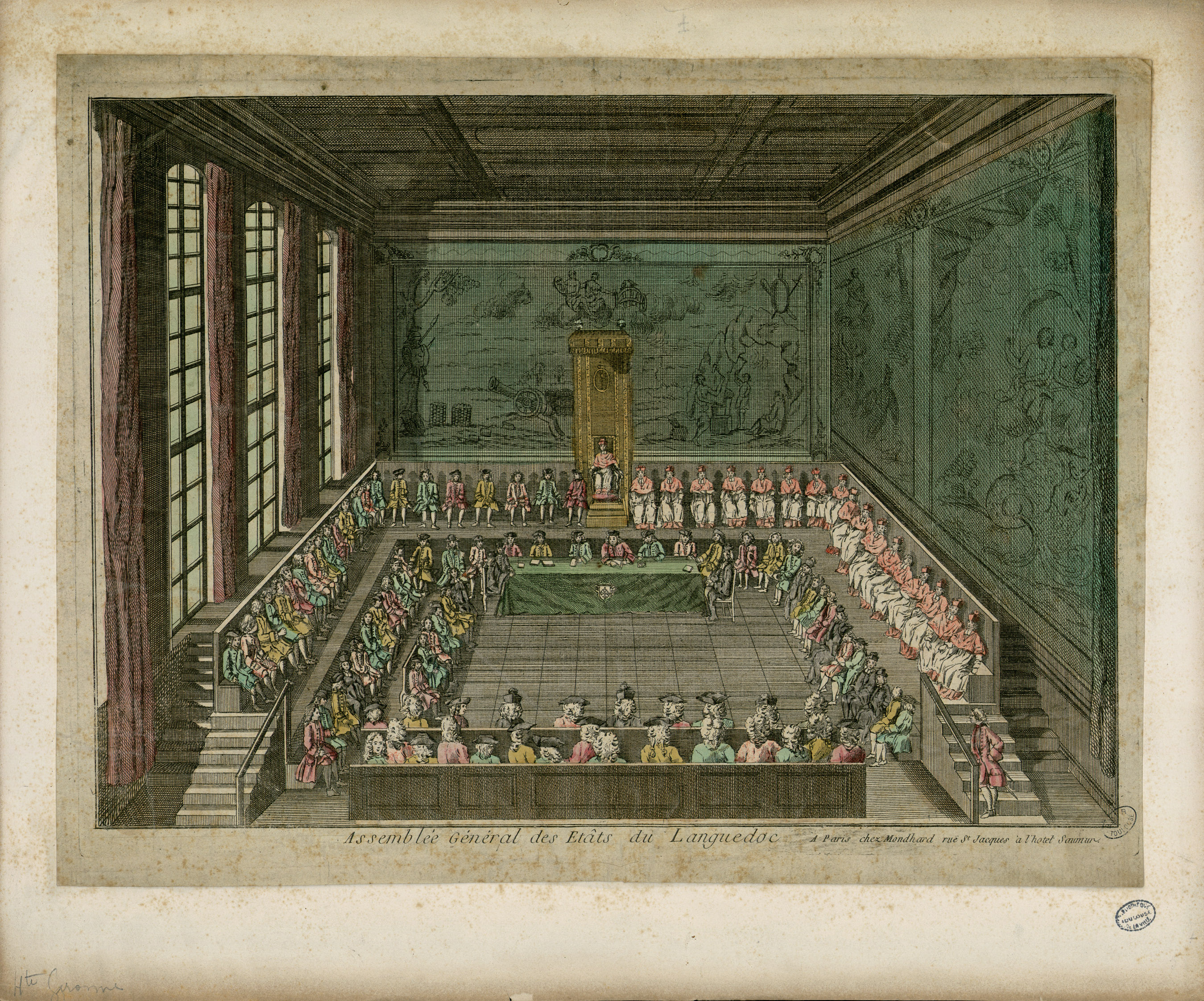
Assemblée des États de Languedoc.

Les États de Languedoc étaient une assemblée disposant de larges pouvoirs ; ils se réunissaient périodiquement dans l'une des principales villes de la province. Les sessions, qui se tenaient pendant deux à trois mois par an en moyenne, étaient l'occasion de réjouissances importantes (voir grandioses, selon les circonstances) et d'offices religieux quotidiens. La musique y tenait une place essentielle.
Au début de l'année 1666, la tenue des États à Béziers est concomitante avec deux services funèbres importants : le premier pour la Reine Mère, le second pour Armand de Bourbon-Conti. La musique, dirigée par Étienne Moulinié, fait une très forte impression sur l'assemblée. Quelques mois plus tard, il est officiellement nommé intendant et maître de la musique des États du Languedoc. Cet emploi lui est confié à vie : "par la seule considération qu'ils ont eu de son mérite personnel et la réputation qu'il s'est acquise à la cour pour un des meilleurs maîtres de musique du royaume". Durant cette période, Étienne Moulinié participe également à diverses cérémonies : inaugurations, messes, services funèbres de personnalités, célébrations de victoires, etc. 
En 1675, Étienne Moulinié a 76 ans. Son âge lui procure de plus en plus d'incommodités. Les États lui proposent de nommer un successeur afin, s'il venait à mourir, de prévenir les sollicitations de personnes non qualifiées mais soutenues par des personnages de marque. En février 1676, Moulinié dirige un Te Deum clôturant la session des États. C'est la dernière cérémonie de sa carrière musicale. Il meurt quelques mois plus tard, à une date et dans des circonstances non élucidées (peut-être au cours d'un voyage).

## Œuvres
Si Moulinié emploie un contrepoint savant (superposition de lignes mélodiques distinctes), directement hérité de la musique polyphonique des époques qui l'ont précédé, la primauté est cependant le plus souvent accordée au Dessus (la voix la plus haute), qui développe une ligne mélodique ornementée et figurant le texte de façon très expressive. La conception harmonique de ses airs est très rigoureuse, stable, affirmée et claire. Ainsi, les éventuelles modulations (changement ponctuel de tonalité) ne remettent jamais en cause le ton principal. La musique de Moulinié échappe cependant à l'uniformité et fait preuve d'une grande expressivité par la diversité rythmique et mélodique, ainsi que par les contrastes de timbres et d'effectifs.
Le travail d’Étienne Moulinié a été influencé par la musique d'autres pays, et notamment par les musiques de danse d'Espagne et d'Italie. Ses airs de cour témoignent également de certaines inflexions mélodiques d'origine languedocienne. Étienne Moulinié est par ailleurs un des premiers compositeurs à employer, en France, la technique de la basse continue. Il est aussi un des premiers à réaliser des doubles ornés (répétition d'une même mélodie, mais plus richement ornée). Autre trait de modernité : son écriture harmonique consacre la prédominance du majeur et du mineur sur les modes anciens.
La réussite d'Étienne Moulinié tient autant à son talent qu'à son penchant marqué pour la mode. Les airs italiens et espagnols qui émaillent son Troisième livre d'airs de cour  sont à ce titre révélateurs. De fait, l'essentiel de son œuvre est une musique de circonstances, composée sur commande selon les besoins et les goûts de ses mécènes. En contrepartie, la situation sociale avantageuse que ce travail lui procure lui permet de faire imprimer sans trop de difficultés sa musique et de la faire jouer par les meilleurs interprètes.

### Musique religieuse

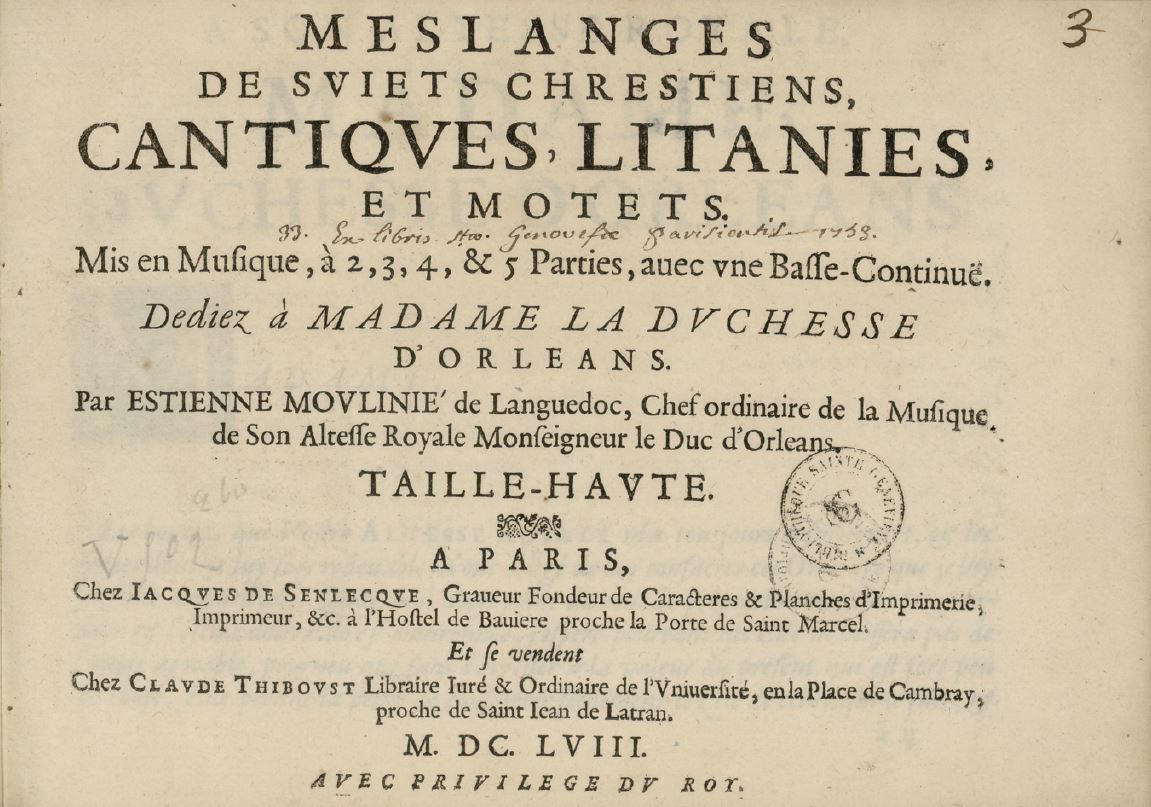
Page de titre des Meslanges d'Étienne Moulinié, 1658.

- Meslanges de sujets chrestiens, cantiques, litanies et motets, Paris : Jacques II de Sanlecque, 1658. 6 vol. 4° obl. Guillo 2010 n° JS-5. La partie de basse-taille (second ténor) est perdue.

Ces pièces sont mises en partition dans un des volumes de la collection Philidor à Paris BNF (Mus.) : RES F-769, qui permet donc de compléter la partie manquante. Ces pièces (Meslanges et motet Flores apparuerunt) ont été éditées par Jean Duron (Versailles, Editions du CMBV, 1996).
- Motets offerts à la province de Languedoc (œuvres perdues), vers 1668.
- Missa pro defunctis quinque vocum, authore Stephano Mouinié, Præfecto Musicæ Illustrissimi Principis Fratris vnici Regis Christianissimi, Paris : Pierre I Ballard, 1636. RISM M 3940, Guillo 2003 n° 1636-K.

Œuvre tardive, les Meslanges de sujets chrestiens, peuvent être considérés comme une sorte de testament musical. Moulinié y démontre le mieux ses talents de compositeur. Tout au long des 36 pièces du recueil, il fait preuve d'une étonnante modernité, par une maîtrise harmonique certaine, un renouvellement mélodique constant, un contrepoint dense mais clair, mais également par l'emploi raisonné de dissonances alors particulièrement novatrices.

### Musique profane

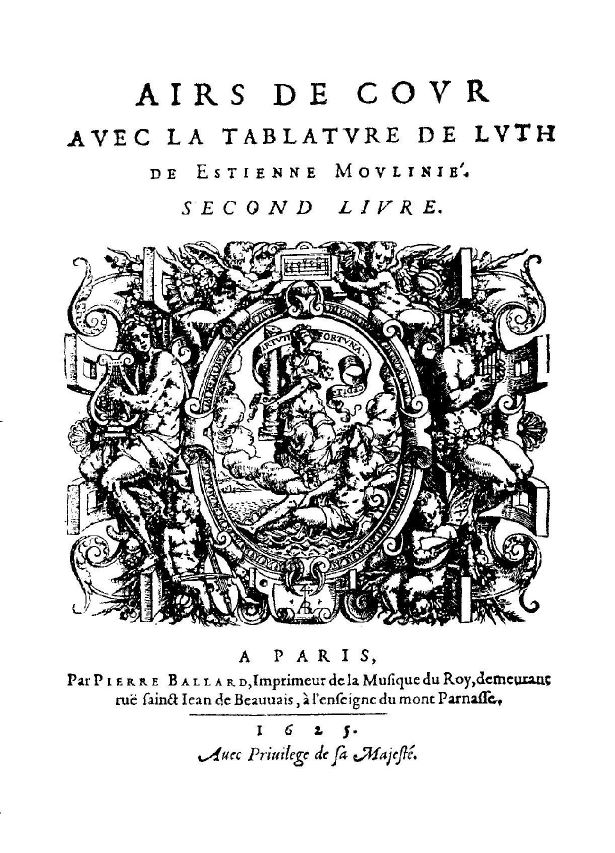
Page du titre du 2d livre d'airs au luth d'Étienne Moulinié, 1625.

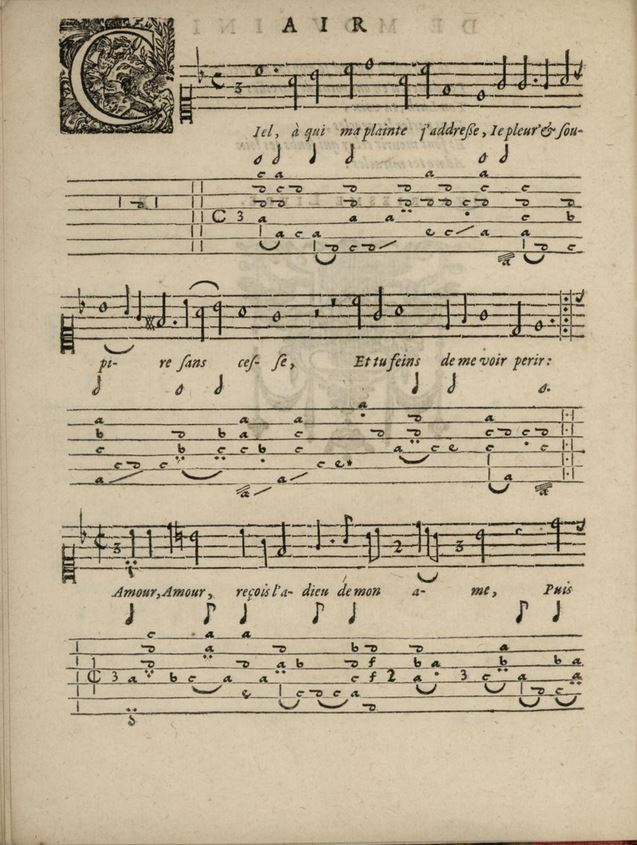
Air "Ciel, à qui ma plainte j'adresse" du 4e livre d'airs au luth de Moulinié, 1633.

Les nombreux airs de cour de Moulinié sont parus sous deux formes : une forme polyphonique à 4 ou 5 parties, et une forme pour voix et luth.

#### Airs pour voix et luth
- Airs avec la tablature de luth, premier livre. Paris : Pierre I Ballard, 1624, 4°. Guillo 2003 n° 1624-F.

Dédicace à Henri II de Montmorency. Contient 27 pièces, dont 3 pièces spirituelles à la fin.
- Airs de cour avec la tablature de luth, second livre. Paris : Pierre I Ballard, 1625, 4°. Guillo 2003 n° 1625-G.

Dédicace au roi Louis XIII. Contient 12 pièces, dont les deux dernières sont extraites du Ballet du monde renversé de 1624.
- Airs de cour avec la tablature de luth et de guitare, troisième livre. Paris : Pierre I Ballard, 1629, 4°. Guillo 2003 n° 1629-E.

Dédicace à « Uranie ». Contient 39 pièces dont un tiers d’airs français, italiens ou espagnols pour la guitare, et à la fin 8 airs à boire au luth.
- Airs de cour avec la tablature de luth, quatrième livre. Paris : Pierre I Ballard, 1633, 4°. Guillo 2003 n° 1633-F.

Dédicace à Antoine Moulinié son frère. Contient 24 pièces, dont 4 airs à boire à la fin.
- Airs de cour avec la tablature de luth, cinquième livre. Paris : Pierre I Ballard, 1635, 4°. Guillo 2003 n° 1635-D.

Dédicace à Anne-Marie-Louise d'Orléans. Contient 23 pièces, les premières extraites du Ballet de Mademoiselle, des quatre monarchies chrétiennes de 1635.

#### Airs polyphoniques
- Airs de cour à quatre et cinq parties, premier livre, 5 vol. 8° obl. Paris : Pierre I Ballard, 1625, Guillo 2003 n° 1625-H.

Dédicace au roi Louis XIII. Contient 19 airs, dont un air espagnol à la fin.
- Le second livre d’airs polyphoniques est perdu.
- Airs de cour à quatre parties, troisième livre, 4 vol. 8° obl. Paris : Pierre I Ballard, 1635, Guillo 2003 n° 1635-E.

Dédicace à Gaston d’Orléans. Contient 18 airs, dont 2 airs à boire à la fin.
- Airs de cour à quatre et cinq parties, quatrième livre, 5 vol. 8° obl. Paris : Pierre I Ballard, 1637, Guillo 2003 n° 1637-D.

Dédicace au cardinal de Richelieu. Contient 15 airs.
- Airs de cour à quatre et cinq parties, cinquième livre, 5 vol. 8° obl. Paris : Pierre I Ballard, 1639, Guillo 2003 n° 1639-E.

Dédicace à Monsieur de Toulouse, conseiller du roi, contrôleur général des gabelles de Normandie. Contient 15 airs dont 5 extraits du Ballet du mariage de Pierre de Provence et de la belle Maguelonne, 1638, et 3 fantaisies à 4 parties pour les violes.
Quelques airs de Moulinié sont disséminés dans les manuscrits contemporains, qui sont détaillés dans l'édition critique. Notamment, neuf d’entre eux sont réutilisés dans les recueils d’airs calligraphiques de Balderic van Horicke, élaborés à Bruxelles dans la période 1630-1643. De plus, sa musique a été réutilisée dans plusieurs recueils d'airs spirituels, entre 1629 et 1659. L'ensemble des airs de Moulinié a été édité par Annie Coeurdevey (Versailles, Editions du CMBV, 2011, collection Monumentales) ; les deux formes de chaque air y sont présentées en superposition. 

### Musique instrumentale
L'œuvre instrumentale d'Étienne Moulinié se résume à trois fantaisies pour la viole, qui sont placées à la fin de son volume d'airs polyphoniques de 1639.

## Discographie sélective
- Airs de cour, avec Maria-Cristina Kiehr (soprano), Alain Aubin (contre-ténor), John Elwes (ténor), Josep Cabré (basse), Bernard Revel (luth et guitare baroque), L'Empreinte Digitale, 1991, 1 CD.
- L'Humaine comédie, Le Poème Harmonique, dir. Vincent Dumestre, Alpha, 1999, 1 CD.
- Air(s) de Cour - French Songs of the 16th, 17th, an 18th Centuries, Jean-Paul Fouchécourt, voix, Glissando, 2000, 1 CD.
- Moulinié - Cantique de Moÿse, Les Arts florissants, dir. William Christie, Harmonia Mundi, 2004, 1 CD.
- Écho de Paris, Parisian love songs, 1610-1660, Ensemble Private Musicke, 2006, 1 CD.
- La semaine Mystique : chants de dévotion du règne de Louis XIII, Ensemble Faenza, dir. Marco Horvat, Alpha, 2006, 1 CD.
- Airs de cour avec la tablature de luth (premier livre, 1624), par Suzie le Blanc et Stephen Stubbs, Les disques SRC, 2008, 1 CD.
- Le Concert des violes, Ensemble Mare Nostrum, dir. Andrea De Carlo, 2009, 1 CD.
- Meslanges pour la chapelle d'un prince, Ensemble Correspondances, dir. Sébastien Daucé, Harmonia Mundi, 2014, 1 CD.

### Sur sa vie et son contexte
- Jean-Louis Bonnet, Bouzignac, Moulinié et les musiciens en pays d'Aude, XVIe - XVIIe siècles. Béziers : Société de Musicologie de Languedoc, 1988,  (ISBN 2-905-400-24-2)
- Jean-Louis Bonnet et Bérengère Lalanne, Étienne Moulinié 1599-1676, Intendant de la musique aux États du Languedoc, Montpellier : Presses du Languedoc, 2000,  (ISBN 2-859-982-33-7)
- Denise Launay, « Notes sur Étienne Moulinié, maître de la musique de Gaston d'Orléans », Mélanges d'histoire et d'esthétique musicales offerts à Paul Marie Masson (Paris : 1955), p. 67-78.
- Laurent Guillo, Pierre I Ballard et Robert III Ballard, imprimeurs du roy pour la musique (1599-1673). Sprimont : Mardaga ; Versailles : Centre de Musique Baroque de Versailles, 2003, 1550 p. en 2 vol.
- Laurent Guillo, « Les éditions musicales imprimées par Jacques I de Sanlecque, Jacques II de Sanlecque et Marie Manchon, veuve Sanlecque (Paris, c. 1633-1661) », La, la, la... Maistre Henri : mélanges de musicologie offerts à Henri Vanhulst (Turnhout : Brepols ; Tours : CESR, 2010), p. 257-295.
- Jean-Louis Bonnet, « Musiciens audois du XVIIe s. à la cour : Antoine et Étienne Molinier », Bulletin de la Société d'études scientifiques de l'Aude, 84 (1984), p. 39-52.
- Auguste Baluffe, « Molière et Étienne Molinier à Carcassonne en 1652 », Le Ménestrel, 1893-1894.
- Gustave-Joseph Mot, Un Musicien carcassonnais du XVIIe siècle : Étienne Moulinié, 16..-1670. 1966.

### Sur les œuvres
- Georgie Durosoir, L'air de cour en France : 1571-1655. Liège : Mardaga, 1991.
- Jean-Paul C. Montagnier, The Polyphonic Mass in France, 1600-1780: The Evidence of the Printed Choirbooks, Cambridge : Cambridge University Press, 2017.
- Annie Coeurdevey, « Les récits et airs spirituels d'Étienne Moulinié (1624) : une expressivité contrariée ? », Musiques en liberté entre la cour et les provinces au temps des Bourbons : volume publié en hommage à Jean Duron, éd. B. Dompnier, C. Massip et S. Serre, Paris : École des Chartes, 2018, p. 143-154.
- Olivier Bettens, « Les prosodies française et latine d'Etienne Moulinié », Musiques en liberté entre la cour et les provinces au temps des Bourbons : volume publié en hommage à Jean Duron, éd. B. Dompnier, C. Massip et S. Serre, Paris : École des Chartes, 2018, p. 311-320.
- Gérard Geay, « Observations sur les cadences et la prosodie dans les Meslanges de sujets chrestiens d'Étienne Moulinié », Musiques en liberté entre la cour et les provinces au temps des Bourbons : volume publié en hommage à Jean Duron, éd. B. Dompnier, C. Massip et S. Serre, Paris : École des Chartes, 2018, p. 127-141.